# Thomas Shardelow
Thomas Frederick "Tommy" Shardelow (nascido em 11 de novembro de 1931) é um ex-ciclista de pista sul-africano, ativo durante os anos 50 do século XX.
Durante sua carreira, participou de dois Jogos Olímpicos.
Em Helsinque 1952, conquistou duas medalhas de prata, uma na prova de tandem, fazendo par com Raymond Robinson, e a outra na perseguição por equipes, juntamente com Alfred Swift, George Estman e Robert Fowler.
Em Melbourne 1956, disputou as provas de tandem e velocidade individual, sendo eliminado em ambas às quartas de final.